# Treenighedskirken (Esbjerg)
 For alternative betydninger, se Treenighedskirken. (Se også artikler, som begynder med Treenighedskirken)
Treenighedskirken ligger i Treenigheds Sogn, Skast Herred i Ribe Stift. Sognet blev udskilt fra Zions Sogn den 12. november 1961.
Kirken er tegnet af arkitekterne Erik Flagstad Rasmussen og Knud Thomsen i Esbjerg efter en lokal arkitektkonkurrence, og er som såden den eneste moderne kirke i Esbjerg, der er tegnet af byens egne arkitekter. Den er opført i gule teglsten, med en kvadratisk kirkesal med et ottedelt spir som tag, hvori der er placeret fire store glasmosaikker, symboliserende Jul, Påske, Pinse og ”livets vand”, efter forlæg af Jens Urup Jensen.
Alterkors og døbefont er af egetræ, medens prædikestolen er i beton.

## Orkanen i 1999
Da orkanen "Adam" ramte Esbjerg den 3. december 1999, tog den også hårdt fat om Treenighedskirken. Sydfacaden blæste ind og meget gik itu.
Efter stormen skulle tages også udskiftes, men man mentem at det var synd kun at smide det gamle tag ud, så en kunstner lavede dét kors, der i dag står udenfor Treenighedskirken, af gamle tagrester.

## Eksterne kilder og henvisninger
- Wikimedia Commons har flere filer relateret til Treenighedskirken (Esbjerg)
- Treenighedskirken Arkiveret 31. januar 2011 hos  Wayback Machine hos nordenskirker.dk
- Treenighedskirken hos KortTilKirken.dk
- Treenighedskirken i bogværket Danmarks Kirker (udg. af Nationalmuseet)